# Prix Imaginales
Der Prix Imaginales ist ein seit 2002 alljährlich bei dem Festival Les Imaginales in Epinal vergebener Fantasy-Preis.

## Kategorien
Der Preis wird in sechs Kategorien vergeben:
- bester französischer Roman
- bester fremdsprachiger, ins Französische übersetzter Roman
- bestes Jugendbuch
- bester Illustrator / illustriertes Werk
- beste Novelle
- Spezialpreis der Jury

Außerdem werden von 30 Klassen der Ober-, Mittel- und Unterstufe drei Leserpreise vergeben.
Die Preise der ersten vier Kategorien sind mit jeweils 1000 € dotiert, die Preisträger der übrigen Kategorien erhalten 500 €.

## Jury
Mitglieder der Jury sind:
- Jacques Grasser, Präsident, stellvertretender Bürgermeister von Épinal
- Natacha Vas-Deyres, Dozent an der Universität Bordeaux (seit 2017 Anne Besson)
- Annaïg Houesnard, Übersetzerin
- Christophe De Jerphanion (seit 2017: Nachfolger von Jérôme Vincent)
- Jean-Claude Vantroyen, Leiter der Kulturabteilung der belgischen Tageszeitung Le Soir
- Stéphane Wieser, Direktor des Imaginales-Festivals (seit 2015: Ersatz für Bernard Visse, 2002–2014)
- Frédérique Roussel, Journalistin

## Preisträger

### Bester französischer Roman
- 2005: L'Elixir d'oubli, Pierre Pevel
- 2006: Les Enfants de la veuve, Henri Loevenbruck
- 2007: 1794 (L'Enjomineur, Bd. 3), Pierre Bordage
- 2008: Le Trône d'Ébène, Thomas Day
- 2009: Gagner la guerre : récit du vieux royaume, Jean-Philippe Jaworski
- 2010: Chien du heaume, Justine Niogret
- 2011: Cytheriae, Charlotte Bousquet
- 2012: La Geste du Sixième Royaume, Adrien Tomas
- 2013: Le Puits des mémoires, Gabriel Katz
- 2014: Même pas mort, Jean-Philippe Jaworski
- 2015: Manesh, Stefan Platteau
- 2016: L’Héritage des Rois Passeurs, Manon Fargetton
- 2017: Journal d'un marchand de rêve, Anthelme Hauchecorne
- 2018: La Désolation, Pierre Bordage
- 2019: Femmes d’argile et d’osier, Robert Darvel

### Bester fremdsprachiger Roman
- 2005: Le Frère initié, Sean Russell (übersetzt von Pierre Goubert)
- 2006: Les Fantômes d’Ombria, Patricia A. McKillip (übersetzt von Pascal Tilche)
- 2007: La Déchirure und Le Cavalier rêveur (Le Soldat chamane, Bd. 1 & 2), Robin Hobb (übersetzt von Arnaud Mousnier-Lompré)
- 2008: Des horizons rouge sang (Les Salauds Gentilshommes, Bd. 2), Scott Lynch (übersetzt von Olivier Debernard)
- 2009: Roi du matin, reine du jour, Ian McDonald (übersetzt von Jean-Pierre Pugi)
- 2010: Sœur des cygnes, Juliet Marillier (übersetzt von Hélène Bury)
- 2011: Lamentation, Ken Scholes (übersetzt von Olivier Debernard)
- 2012: Le Baiser du rasoir, Daniel Polansky (übersetzt von Patrick Marcel)
- 2013: L'Alliage de la justice, Brandon Sanderson (übersetzt von Mélanie Fazi)
- 2014: Qui a peur de la mort ?, Nnedi Okorafor (übersetzt von Laurent Philibert-Caillat)
- 2015: Comme un conte, Graham Joyce (übersetzt von Louise Malagoli)
- 2016: Une histoire naturelle des dragons (Mémoires de Lady Trent, Bd. 1), Marie Brennan (übersetzt von Sylvie Denis)
- 2017: Refuge 3/9, Anna Starobinets (übersetzt von Raphaëlle Pache)

### Bester Roman (vor 2005)
- 2002: La Folie de Dieu, Juan Miguel Aguilera (übersetzt von Agnès Naudin)
- 2003: Le Pas de Merlin, Jean-Louis Fetjaine
- 2004: Megan Lindholm (übersetzt von Sylvie Denis)

### Bestes Jugendbuch
- 2004: La Quête d'Ewilan, Pierre Bottero
- 2005: Jour de lumière, nuit de guerre (Abarat, Bd. 2), Clive Barker
- 2006: Le Dernier Elfe, Silvana De Mari
- 2007: Le Vol du héron (Le Clan des Otori, Bd. 4), Lian Hearn
- 2008: La Malédiction d'Old Haven, Fabrice Colin
- 2009: Les Gorgonautes, Fabien Clavel
- 2010: Le Livre des choses perdues, John Connolly
- 2011: Reckless, Cornelia Funke
- 2012: La Soie et l’Épée (Le Peuple des nuées, Bd. 1), Kai Meyer
- 2013: Quelques minutes après minuit, Patrick Ness
- 2014: Les Outrepasseurs, Cindy van Wilder
- 2015: La Voie des oracles, Estelle Faye
- 2016: La Fille qui navigua autour de Féérie dans un bateau construit de ses propres mains, Catherynne M. Valente
- 2017: Panique dans la mythologie : l'Odyssée d'Hugo, Fabien Clavel

### Beste Novelle
- 2002: Le Sang des titanides, Jonas Lenn
- 2003: L’Étrangeté du jour, Kristine Kathryn Rusch
- 2004: Scarrowfell (Dans la vallée des statues et autres histoires), Robert Holdstock (übersetzt von Philippe Gindre)
- 2005: Musiques de la Frontière, Léa Silhol
- 2006: Retour au pays, Robin Hobb
- 2007: Le Pouvoir des Maux, Eric Boissau
- 2008: Contes myalgiques (l’ensemble du recueil), Nathalie Dau
- 2009: L’Île close (Anthologie De Brocéliande en Avalon), Lionel Davoust
- 2010: Les Sept Derniers Païens, Romain Lucazeau
- 2011: London Faerie Blitz, Yohan Vasse
- 2012: Le Dragon Griaule, Lucius Shepard (für die Sammlung)
- 2013: Un privé sur le Nil, Sylvie Miller und Philippe Ward (für die Sammlung)
- 2014: Un jeune homme de mauvaise vie, Ellen Kushner
- 2015: Père-des-Pierres, Orson Scott Card
- 2016: Une robe couleur d’océan, Estelle Faye
- 2017: Le Clin d’œil du héron, Jean-Claude Dunyach
- 2018: Kalpa impérial, Angélica Gorodischer
- 2019: Signal d’alerte, Neil Gaiman

### Beste Illustration
- 2002: Sandrine Gestin, Illustration von Harmelinde et Deirdre, Nicolas Cluzeau
- 2003: John Howe, Illustration seines Buches Sur les terres de Tolkien
- 2004: Laurent Miny, Illustration von Les Enchantements d’Ambremer, Pierre Pevel
- 2005: Guillaume Sorel, Illustration von Les Tisserands de Saramyr, Chris Wooding
- 2006: Gianni de Conno, Illustration von Le Dernier Elfe, Silvana De Mari
- 2007: Benjamin Carré, Illustration von Blanche et le vampire de Paris, Hervé Jubert
- 2008: Guillaume Sorel, Illustration von Kane, l'intégrale T1, Karl Edward Wagner
- 2009: Frédéric Perrin, Illustration von Le Grand pays, Ange
- 2010: Alain Brion, Illustration von Elantris, Brandon Sanderson
- 2011: Elvire de Cock, Illustration von Cytheriae, Charlotte Bousquet
- 2012: François Place, Illustration seines Buches Le Secret d’Orbae
- 2013: Amandine Labarre, Illustration von Porcelaine, Estelle Faye
- 2014: Noëmie Chevalier, Illustration von Arcadia, Fabrice Colin
- 2015: Hélène Larbaigt, Illustration seines Buches L'Étrange Cabaret des fées désenchantées
- 2016: Melchior Ascaride, für die grafische Gestaltung von Les Moutons électriques
- 2017: Aurélien Police, Illustration der Trilogie La Voie des oracles (livre d'Estelle Faye)

### Bester Comic
Die Kategorie wurde erstmals 2011 vergeben.
- 2011: Vengeances (Marie des dragons, Bd. 2), Ange und Thierry Démarez
- 2012: La Dynastie des dragons, Hélène Herbeau und Emmanuel Civiello
- 2013: Les Aventuriers du temps perdu, Wilfrid Lupano und Jean-Baptiste Andrea

### Spezialpreis der Jury
- 2002: Patrick Couton für die Übersetzung der Scheibenwelt-Romane von Terry Pratchett
- 2003: Claudine Glot und Michel Le Bris, Fées, elfes, dragons et autres créatures des royaumes de féerie
- 2004: Jacques Goimard, Critique du merveilleux et de la fantasy
- 2005: André-François Ruaud, Panorama illustré de la fantasy et du merveilleux
- 2006: Édouard Brasey L'Encyclopédie du Merveilleux
- 2007: Marie-Charlotte Delmas, Grand légendaire de France
- 2008: J. R. R. Tolkien, Les Enfants de Húrin
- 2009: Pierre Dubois und Camille Renversade, Dragons et chimères
- 2010: Florence Magnin, Contes aux quatre vents
- 2011: Nicolas Fructus, Kadath, le guide de la cité inconnue, von David Camus, Mélanie Fazi, Raphaël Granier de Cassagnac und Laurent Poujois
- 2012: Patrice Louinet, für Herausgabe und Übersetzung von Howard
- 2013: Aux forges de Vulcain, für die französische Erstübersetzung der Romane Le Lac aux îles enchantées und La Route vers l’amour von William Morris
- 2014: Krystal Camprubi, für Les Portes d’or
- 2015: Vincent Ferré, für die Sammlung Lire J.R.R. Tolkien und die Bearbeitung der Übersetzung von Seigneur des anneaux
- 2016: Éditions Callidor, für die Herausgabe von bislang unübersetzten Klassikern in L’âge d’or de la fantasy
- 2017: Tom Shippey, J.R.R Tolkien, auteur du siècle

### Leserpreis (Schüler der Oberstufe)
Die Kategorie wurde erstmals 2005 vergeben.
- 2005: Les Fables de l'Humpur, Pierre Bordage und Structura Maxima Olivier Paquet (Punktgleichheit)
- 2006: La Horde du Contrevent, Alain Damasio
- 2007: Les Armes de Garamont (La Malerune, Bd. 1), Pierre Grimbert
- 2008: La Moïra, Henri Loevenbruck
- 2009: Les Lames du cardinal, Pierre Pevel
- 2010: Rien ne nous survivra !, Maïa Mazaurette
- 2011: La Langue du silence, Samantha Bailly
- 2012: Le Déchronologue, Stéphane Beauverger
- 2013: Druide, Olivier Peru
- 2014: Loar, Loïc Henry
- 2015: Le Batard de Kosigan, Fabien Cerutti
- 2016: Le Septième Guerrier-Mage, Paul Beorn
- 2017: L'Exil (Kayla Marchal, Bd. 1), Estelle Vagner

### Leserpreis (Schüler der Mittelstufe)
Die Kategorie wurde erstmals 2009 vergeben.
- 2009: Le Livre des âmes (La Quête des livres monde, Bd. 1), Carina Rozenfeld
- 2010: Salicande (Les Éveilleurs, Bd. 1), Pauline Alphen
- 2011: Les Âmes croisées, Pierre Bottero
- 2012: Nuit tatouée (La Peau des rêves, Bd. 1), Charlotte Bousquet
- 2013: La Lignée (Nina Volkovitch, Bd. 1), Carole Trebor
- 2014: Ici-bas, Yves Grevet
- 2015: Les Autodafeurs, Marine Carteron
- 2016: Phobos de Victor Dixen
- 2017: Ne ramenez jamais une fille du futur chez vous, Nathalie Stragier

### Leserpreis (Schüler der Unterstufe)
Die Kategorie wurde erstmals 2015 vergeben.
- 2015: La forêt des ténèbres (Malenfer, Bd. 1), Cassandra O’Donnell
- 2016: Le Lutin du cabinet noir, Jean-François Chabas
- 2017: Traces, Florence Hinckel